# Kinsman Center (Ohio)
Kinsman Center es un lugar designado por el censo ubicado en el condado de Trumbull en el estado estadounidense de Ohio. En el Censo de 2010 tenía una población de 616 habitantes y una densidad poblacional de 108,4 personas por km².

## Geografía
Kinsman Center se encuentra ubicado en las coordenadas 41°27′10″N 80°35′2″O / 41.45278, -80.58389. Según la Oficina del Censo de los Estados Unidos, Kinsman Center tiene una superficie total de 5.68 km², de la cual 5.66 km² corresponden a tierra firme y (0.36%) 0.02 km² es agua.

## Demografía
Según el censo de 2010, había 616 personas residiendo en Kinsman Center. La densidad de población era de 108,4 hab./km². De los 616 habitantes, Kinsman Center estaba compuesto por el 99.19% blancos, el 0.16% eran afroamericanos, el 0.32% eran amerindios, el 0% eran asiáticos, el 0% eran isleños del Pacífico, el 0% eran de otras razas y el 0.32% pertenecían a dos o más razas. Del total de la población el 0.32% eran hispanos o latinos de cualquier raza.